# MACS0647-JD
MACS0647-JD is een sterrenstelsel met een roodverschuiving van ongeveer z = 10.7, wat ongeveer gelijk staat aan een afstand 13,26 miljard lichtjaar. Naar schatting is het ongeveer 427 miljoen jaar na de oerknal gevormd.
Het stelsel is minder dan 600 lichtjaar breed, en bevat ruwweg een miljard sterren.
Het sterrenstelsel werd ontdekt met behulp van het Cluster Lensing And Supernova survey with Hubble (CLASH), waarbij massieve clusters van sterrenstelsels als kosmische telescopen worden gebruikt om verre sterrenstelsels achter zich uit te vergroten. Dit wordt zwaartekrachtlensing genoemd. De waarnemingen zijn verricht met de Wide Field Camera 3 op de Hubble ruimtetelescoop, met ondersteuning van de Spitzer ruimtetelescoop.
De locatie van het melkwegstelsel is in het sterrenbeeld Giraffe, dat ook de locatie is van de zwaartekrachtlenscluster die heeft geholpen dit melkwegstelsel te ontdekken: MACSJ0647+7015 op z = 0,591.
De ontdekking van MACS0647-JD werd in november 2012 wereldkundig gemaakt.